# Leopold Hirsch Guggenheim

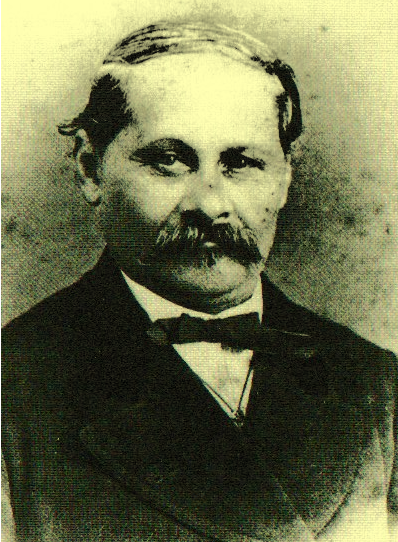
Leopold Hirsch Guggenheim

Leopold Hirsch Guggenheim (* 25. Februar 1818 in Gailingen am Hochrhein; † 27. November 1884 ebenda) war ein jüdischer Kaufmann und von 1870 bis 1884 Bürgermeister von Gailingen.

## Familie
Seine Eltern waren der Vorsteher Hirsch Leopold Guggenheim aus Gailingen und Sarah, geborene Guggenheim, aus Randegg. Mit sechs Geschwistern wuchs Guggenheim in Gailingen auf. Später betrieb er hier im Haus seiner Eltern an der Straße nach Ramsen ein Ladengeschäft.
Am 6. Februar heiratete Guggenheim die aus Randegg stammende Mathilde Marie Levi Neumann. Mit ihr hatte er sieben Kinder, Tochter Anna und sechs Söhne. Ein Sohn lebte in Gießen, drei Söhne in London.
Leopold Hirsch Guggenheim erkrankte im Oktober 1884 und verstarb nur wenige Wochen später, am 27. November, im Alter von 66 Jahren in Gailingen. Seine letzte Ruhe fand er auf dortigen jüdischen Friedhof.
Auf seinem Grabstein ist in hebräischer Schrift zu lesen: Hier liegt geborgen der erhabene Mann, gekrönt mit guten Eigenschaften, Jehuda, Sohn vom ehrbaren Herrn Naphtali Guggenheim, ein Mann des Vertrauens und des teuren Geistes, seine Schritte wichen nicht vom Weg der Guten ab, gern gesehen bei seinen Brüdern, geehrt von den Menschen seiner Stadt und nachdem sie seinen Verstand kannten und die Geradsinnigkeit seines Handelns setzten sie ihn an ihre Spitze ein, und er wurde zur Pracht für sein Volk und seine Gemeinschaft, geb. 19. Adar 578 L. und gest. in gutem Ruf am 9. Kislew 645LKF. Seine Seele sei eingebunden im Bund des Lebens.

## Politik
Fast zeitgleich wie Bernhard Roos aus Ingenheim wurde Guggenheim 1870 zum Bürgermeister von Gailingen als Nachfolger von Mathias Auer gewählt und verblieb mittels zwei Wiederwahlen bis zu seinem Lebensende im Amt. Guggenheim wurde somit der erste jüdische Bürgermeister der größten jüdischen Landgemeinde in Deutschland.
Guggenheim stand wie der Freiburger Bischof Lothar von Kübel für den überkonfessionellen Kontakt zwischen beiden Religionen und ist besonders durch die Anwesenheit von Guggenheim an der durch Lothar von Kübel 1878 erfolgten Firmungen in der Pfarrkirche Gailingen belegt.